# Fekete Aliz
Fekete Aliz (művésznevén Alice Caine Tarian, Kiskunfélegyháza, 1977.) magyar írónő, aki főleg fantasy és kaland témakörökben alkot.

## Életrajza
Férjezett, egy lány és egy fiú gyermek édesanyja. Írói nevét még tinédzser korában vette fel. Az írás mellett a szépségiparban dolgozott, több mint két évtizeden át, egészen 2019-ig.  2018-ban kristályterapeuta képzést kapott, majd 2020-ban oktatói végzettséget is szerzett a témában. Tizenkét éves kora óta ír, főleg romantikával és természetfelettivel foglalkozó regényeket.

## Stílusa
Művei nagy lélegzetvételűek. Választékosan, néha kissé régiesen fogalmaz. Regényei gördülékenyek, könnyen olvashatóak és emészthetőek. Cselekményvezetése kiszámíthatónak tűnik, ám elbeszélései többször meglepetésszerű fordulatot vesznek. Írásai mentesek a trágár szavaktól, sajátos humor jellemzi, a romantikus részeket finom erotika lengi körbe. A természetfelettiről tényszerűen beszél, a spiritualitás szerves részét képezi regényeinek.

## Megjelent művei
- Victoria – A Jóslat (2013)[1]
- André – Diabolus (2019)